# Jóhanna Guðrún Jónsdóttir
Jóhanna Guðrún Jónsdóttir (Copenhaga, Dinamarca, 16 de Outubro de 1990) é uma cantora islandesa, que representou a Islândia no Festival Eurovisão da Canção 2009.

## Biografia
Nunca houve qualquer dúvida que Yohanna se tornaria uma cantora, ela era uma criança talentosa e começou a cantar mesmo antes de falar.
Yohanna e seus pais se mudaram para Reykjavík na Islândia quando ela tinha apenas dois anos de idade e ela continuou a mostrar grande interesse na música. A família mudou-se para Hafnarfjörður quando Yohanna tinha oito teve sua primeira oportunidade real para mostrar seu talento. Ela foi uma das setecentas crianças participantes em um concurso de canção quando a professora de canto María Björk viu seu potencial. Maria ofereceu para Yohanna um lugar na escola de canto de seus filhos, e foi aí que ela aprendeu as noções básicas de executar canções pop modernas. Todos estavam estupefatos não só por seu tom e timbre perfeitos, o intervalo e a maturidade, mas também pelo controle ao cantar. Além disso, ela revelou uma capacidade inata de memorizar, aprender rapidamente e adaptar músicas para atender a seu próprio estilo vocal individual.
Yohanna gravou seu primeiro álbum aos nove anos de idade, e foi lançado em seu décimo aniversário no ano 2000. O álbum de estréia foi um enorme sucesso e foi seguido um segundo álbum em 2001, confirmando seu status como um verdadeiro prodígio de criança. Seu terceiro álbum, composto por Coros de Natal populares, foi lançado no fim de 2003. Este seria seu último álbum para um número de anos, como era uma decisão conjunta entre seu gestor e pais para dar Yohanna algum espaço para crescer e trabalhar em suas habilidades musicais.
Para poder desenvolver tanto a sua voz e a seu próprio estilo musical pessoal, a adolescência de Yohanna foi gasta para trabalhar dentro e fora do estúdio com instrutores musicais, compositores e produtores. Educacionalmente falando, foi um período ocupado para uma jovem lady que também tentou ir na escola regularmente e divirta-se com seus amigos ao longo do caminho. Yohanna ficou, no entanto, longe de casa por períodos consideráveis, ensaios em Nova Iorque ou Los Angeles e reunião com empresários musicais de todo o mundo. Após recusar um contrato de gravação com uma grande gravadora, Yohanna passou algum tempo na Dinamarca trabalhando em suas técnicas vocais. Durante este tempo ela também lançou seu primeiro álbum adulto, Butterflies and Elvis com o compositor britânico Lee Horrocks e o produtor musical Thomas Yezzi. Yezzi comentou ela é uma menina nas jovens, branca com a alma de uma mulher negra cinquenta ano de idade. Ela é realmente espantosa.
O álbum foi bem recebido após seu lançamento no início de 2008. No intuito de amadurecer sua música, Óskar Páll Sveinsson pediu para Yohanna interpretar a canção Is It True? para 2009 na pre-seleção nacional para o concurso Eurovisão da Canção.
Com a idade de dezoito anos, agora ela própria ensina crianças a cantar da escola onde ela começou sua carreira há cerca de dez anos. Além disso, ela ainda está se concetrando no desenvolvimento da sua própria técnica vocal ainda mais pelos que frequentam aulas na Academia Reykjavík de canto e artes vocais. Yohanna Jónsdóttir, uma motivada jovem vocalista que agora tomou controle total do seu próprio destino.
Em 2011, Yohanna esteve presente na final nacional islandesa com a canção "Nótt".

## Festival Eurovisão da Canção
Jóhanna Guðrún Jónsdóttir foi escolhida pela Islândia, no dia 14 de Fevereiro de 2009, para representar o país no Festival Eurovisão da Canção 2009.
Ela ficou em segundo lugar na competição com a canção em inglês "Is It True?", perdendo para o norueguês Alexander Rybak.

## Discografia

### Álbuns
- Jóhanna Guðrún 9 (2000)
- Ég Sjálf (2001)
- Jól Með Jóhönnu (2003)
- Butterflies and Elvis (2008)

### Singles
- "Is It True?" (2009)
- "I Miss You" (2009)
- "Þessi Jól" (2010)
- "Nótt" (2011)
- "Slow Down" (2011)

| Precedido por Euroband with "This Is My Life" | Islândia no Festival Eurovisão da Canção 2009 | Sucedido por Hera Björk with "Je ne sais quoi" |